# Anello Mausi

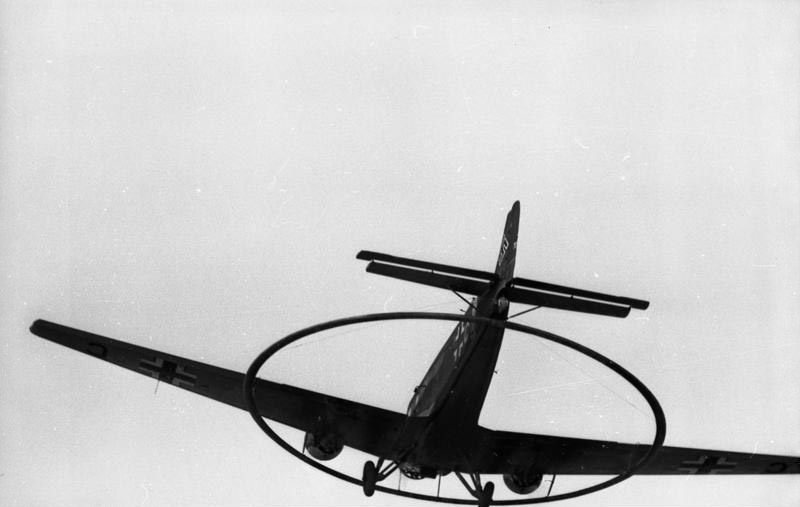
Uno Junkers Ju 52 MS (MS = Magnetspule) dotato del dispositivo di individuazione delle mine conosciuto come anello Mausi.

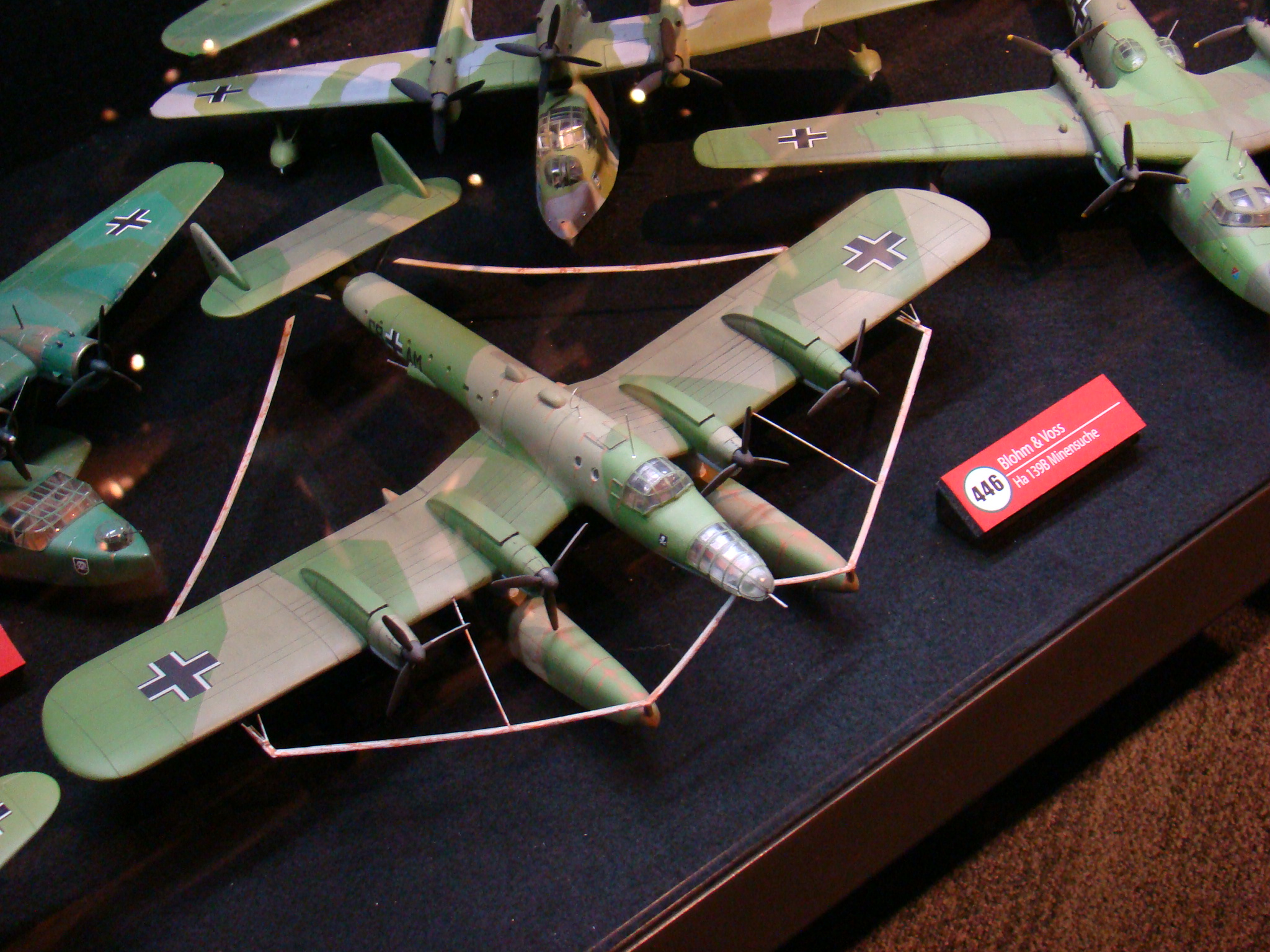
Un modello di un Blohm & Voss Ha 139 B/MS dotato dello stesso dispositivo.

L'anello Mausi, designato così come contrazione dei termini Minen-Auslöse-Induktor in lingua tedesca, era un dispositivo elettronico di ricerca mine navali applicato ai velivoli tedeschi in forza alla Luftwaffe durante la seconda guerra mondiale. Era caratterizzato da un grande anello in materiale metallico posizionato sotto la fusoliera e le ali. Nell'anello era fatta circolare una corrente minima che veniva modificata al passaggio sopra un campo minato per la presenza del materiale metallico costituito dalla struttura delle mine. Il conseguente campo magnetico generato dal sistema portava all'innesco ed alla distruzione delle mine stesse.

## Velivoli equipaggiati
Germania
- Blohm & Voss BV 138 MS
- Blohm & Voss Ha 139 B/MS
- Dornier Do 23 MS
- Dornier Do 24 MS
- Junkers Ju 52/3m MS